# دوجو (اليابان)

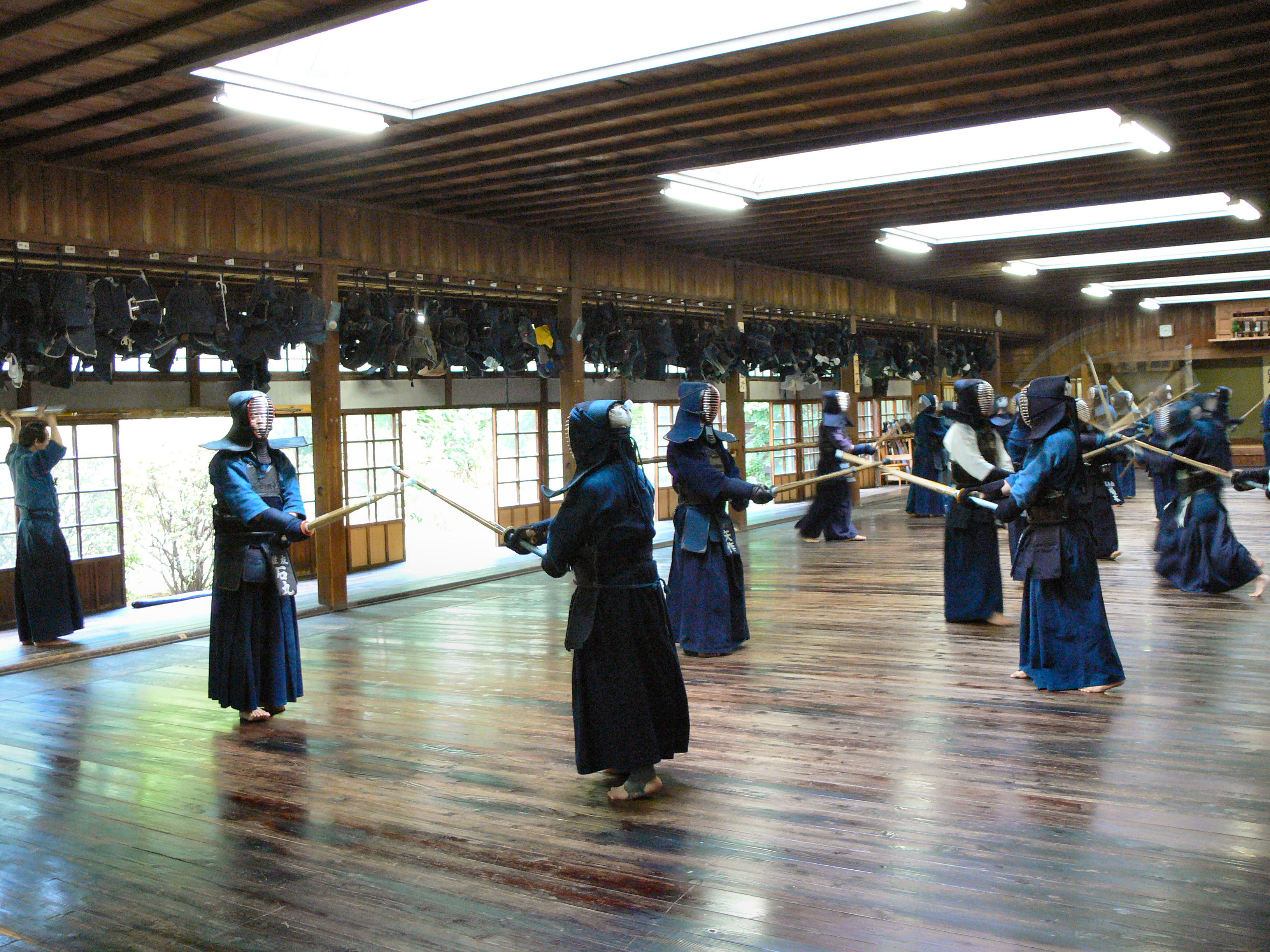
دوجو للتدرب على الكيندو.

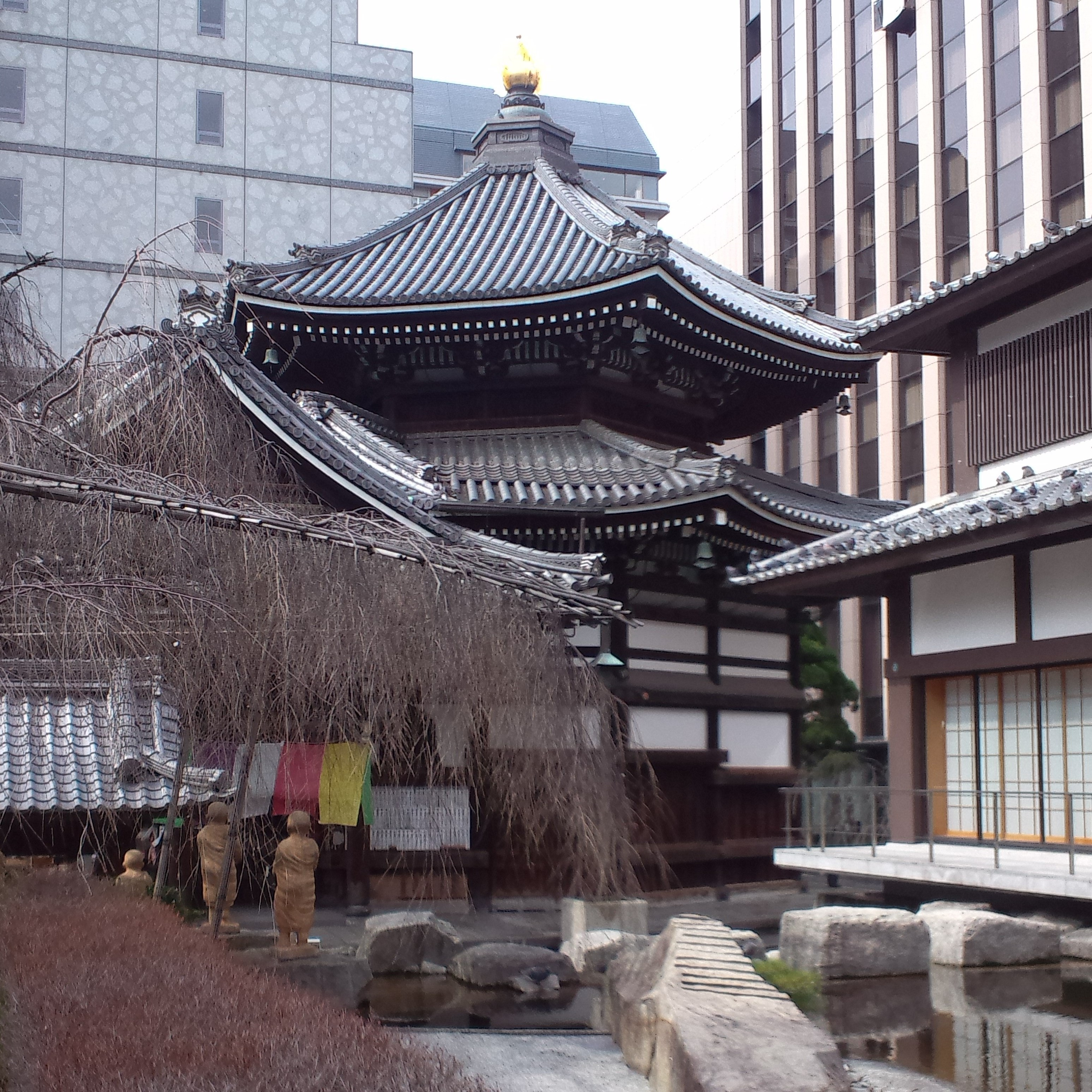
الدوجو من الخارج.

دوجو (باليابانية: 道場) وتعني حرفيا «مكان الطريقة». في السابق، كان الدوجو مرتبطا بوجوده في المعبد. أما اليوم فيشير المصطلح يمكن أن يشير إلى مكان التدريب الرسمي لأي من الفنون اليابانية التي تتبع طريقة «دو» والذي يشمل بشكل عام فنون القتال اليابانية. إلا أن مصطلح الدوجو في اليابان اليوم يتعدى مكان التدريب على الفنون القتالية ليشمل أمكنة التدريب في بعض أمكنة العمل كالمصانع وغيرها.

## التاريخ
نشأت كلمة دوجو من البوذية. في البداية كانت دوجو ملحقة بالمعابد وأماكن تدريب رسمية لأي من الفنون اليابانية تنتهي بـ "dō"، من تاو الصينية (أو داو)، والتي تعني «الطريق» أو «المسار». في بعض الأحيان كانت تسمى قاعات التأمل حيث يمارس بوذيو الزن تأمل زازين دوجو. المصطلح البديل (zen-do) أكثر تحديدًا ويستخدم على نطاق واسع. تفضل مجموعات (Sōtō Zen) الأوروبية المنتسبة إلى جمعية زين الدولية (International Zen Association) استخدام دوجو بدلاً من زندو لوصف قاعات التأمل الخاصة بهم كما فعل سيدهم المؤسس تايسن ديشيمارو (Taisen Deshimaru).
في اليابان، يمكن تسمية أي منشأة للتدريب البدني بما في ذلك المصارعة المحترفة باسم دوجو. وفي العالم الغربي، يستخدم مصطلح dōjō (عندما يتعلق الأمر بالنشاط البدني) حصريًا لفنون الدفاع عن النفس اليابانية مثل الأيكيدو والجودو والكاراتيه دو، إلخ.

## في فنون الدفاع عن النفس
تعتبر فنون الدفاع عن النفس اليابانية دوجو خاصة ويتم الاعتناء بها جيدًا من قبل مستخدميها. لا يتم ارتداء الأحذية في الدوجو. في العديد من الأساليب، من المعتاد إجراء طقوس تنظيف للديجو في بداية و / أو نهاية كل جلسة تدريب. إلى جانب الفوائد الصحية الواضحة للتنظيف المنتظم، فإنه يعمل أيضًا على تعزيز حقيقة أن دوجو من المفترض أن يتم دعمها وإدارتها من قبل هيئة الطلاب أو من قبل الطلاب الخاصين، وليس طاقم التدريس بالمدرسة. لقد فقد هذا الموقف في العديد من الدوجو الحديثة التي تم تأسيسها وإدارتها من قبل مجموعة صغيرة من الأشخاص أو المدربين.
في الواقع، ليس من غير المألوف أنه في المدارس التقليدية (كوريو)، نادرًا ما تدرب في الدوجو على الإطلاق، بدلاً من ذلك يتم حجزها للمناسبات الرمزية أو الرسمية. يتم إجراء التدريب الفعلي عادةً في الهواء الطلق أو في منطقة أقل رسمية.
يتبع العديد من الدوجو التقليدية نمطًا محددًا ومداخل مختلفة يتم استخدامها بناءً على رتبة الطالب والمدرس الموضحة بدقة. عادةً ما يدخل الطلاب في الزاوية اليسرى السفلية من الدوجو مع وجود مدرسين في الزاوية اليمنى العليا. مصطلح كاميزا يعني «مكان الشرف» ومصطلح متصل، كاميدانا يشير إلى الضريح نفسه. قد يتم عرض القطع الأثرية الأخرى في جميع أنحاء الدوجو، مثل كانبان الذي يصرح للمدرسة بأسلوب أو إستراتيجية، وعناصر مثل براميل تايكو أو الدروع. قد يكون للزوار مكان خاص محجوز، اعتمادًا على رتبتهم ومحطتهم. عادةً ما توجد الأسلحة ومعدات التدريب الأخرى على الجدار الخلفي للدوجو.

## في مجالات أخرى
يستخدم مصطلح دوجو بشكل متزايد في مجالات أخرى:
- زن البوذية يستخدم مصطلح دوجو أحيانًا لوصف قاعات التأمل حيث يمارس البوذيون الزن تأمل زازن. المصطلح البديل (zen-do) أكثر تحديدًا ويستخدم على نطاق واسع. تفضل المجموعات الأوروبية المنتسبة إلى جمعية زين الدولية استخدام دوجو بدلاً من (zen-do) لوصف قاعات التأمل.[6]
- متعلق بالحاسوب
  - (Coding dōjō) مساحة وتقنية مرتبطة للمجموعات لممارسة مهارات برمجة الكمبيوتر.
  - اختبار دوجو: مساحة ووقت حيث يعمل المختبرين معًا في تحدٍ للاختبار.
  - رشيقة كوتشينج دوجو: مساحة حيث يعمل فريق متعدد الوظائف لمدة تصل إلى ثلاثة أشهر، محاطًا بمدرب رشيق وخبراء في الموضوع التقني، لتعلم وممارسة الممارسات الرشيقة والتقنية.[7]

## طالع كذلك
- البوذية.
- الثقافة اليابانية.
- فنون الدفاع عن النفس.